# Witkowice (województwo podkarpackie)
Witkowice – wieś w Polsce położona w województwie podkarpackim, w powiecie stalowowolskim, w gminie Radomyśl nad Sanem.
| SIMC    | Nazwa      | Rodzaj    |
| ------- | ---------- | --------- |
| 0805258 | Brzostków  | część wsi |
| 0805264 | Mała Połać | część wsi |
| 0805270 | Maźnica    | część wsi |
| 0805287 | Ostrówek   | część wsi |
| 0805293 | Wistki     | część wsi |
| 0805301 | Zaświęcie  | część wsi |

W latach 1975–1998 miejscowość należała administracyjnie do województwa tarnobrzeskiego.
Miejscowa ludność wyznania katolickiego przynależy do Parafii Wniebowzięcia Najświętszej Maryi Panny w Chwałowicach. 
W Witkowicach urodził się ks. Stanisław Starowieyski – podchorąży Armii Krajowej, misjonarz i zakonnik w Brazylii, przyjaciel Karola Wojtyły.